# 黒生野駅
黒生野駅（くろうのえき）は、かつて宮崎県西都市大字岡富に存在した、日本国有鉄道（国鉄）妻線の駅（廃駅）である。現在の東九州自動車道西都IC付近の位置に存在した。
1984年（昭和59年）12月1日、妻線の廃止に伴い廃駅となった。

## 歴史
- 1914年（大正3年）4月26日：宮崎県営鉄道の黒生野駅（くろのえき）として開業[1]。旅客のみ取り扱い[1]。
- 1917年（大正6年）9月21日：宮崎県営鉄道が国有化され、鉄道院妻軽便線（→妻線）の駅となる[1]。同時に、読みを「くろうのえき」に改める[1]。
- 1946年（昭和21年）6月1日：貨物、荷物の取り扱いを開始し、一般駅となる[1]。
- 1957年（昭和32年）10月1日：貨物、荷物の取り扱いを廃止[1]。無人駅化。
- 1979年（昭和54年）：駅舎改築[2]。
- 1984年（昭和59年）12月1日：妻線の全線廃止に伴い、廃駅となる[1]。

## 駅構造
駅廃止時は、1面1線の単式ホームと線路を有する無人駅であった。

## 隣の駅
日本国有鉄道
妻線
西佐土原駅 - 黒生野駅 - 妻駅